# 비표준 위치 기수법
비표준 위치 기수법은 위치 기수법의 변형이다. 바빌로니아의 쐐기 숫자나 동아시아의 산가지도 혼합된 밑을 가진 비표준 위치 기수법으로 볼 수 있다.

## 전단사 기수법
전단사 기수법 또는 0없는 진법은 0에서 n-1까지의 수 대신 1에서 n까지의 수를 자리수로 나타낸 것이다. 일진법(단항 기수법)도 전단사 기수법에 포함된다.

## 자리수에 음수를 사용한 기수법
N진법에서 한 자리에 올 수 있는 N개의 수에 음수가 올 수 있게 하면 부호를 쓰지 않고 모든 정수를 나타낼 수 있다. 대표적으로 균형 3진법이 있다.

## 기타
그레이 코드 등

## 자연수를 밑으로 사용하지 않은 기수법

### 음수 밑
밑 (수학)이 음의 정수인 기수법이다.

### 정수가 아닌 밑
정수를 쓰지 않는 밑이다. 대표적으로 황금비를 밑으로 쓰는 기수법인 황금비진법이 있다.